# Trotz Allem
Trotz Allem ist ein selbstverwaltetes Soziokulturelles Zentrum und Jugendzentrum in Witten.

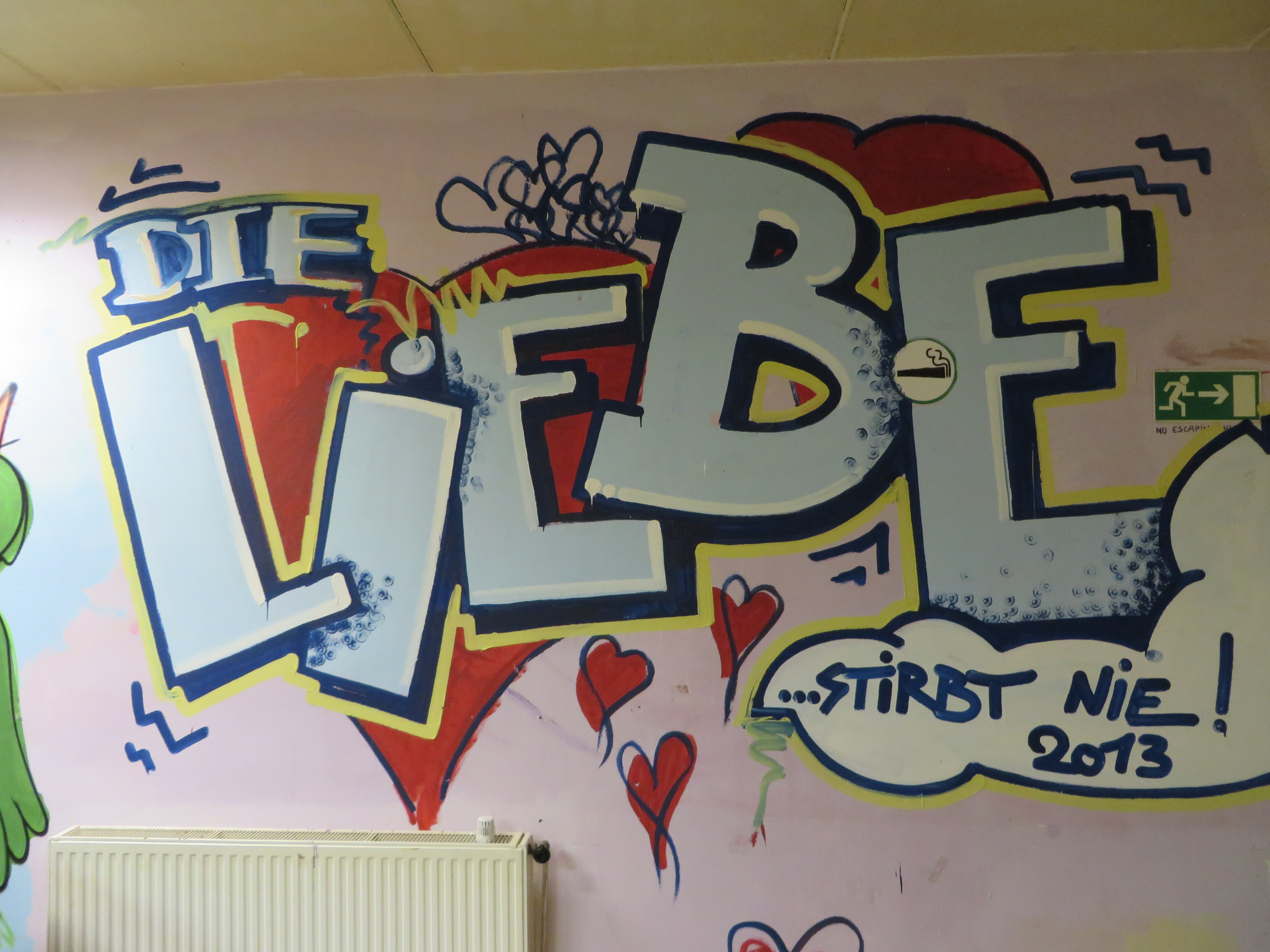
Graffiti im Trotz Allem

## Geschichte
Seit 1998 traf sich eine Initiative für einen selbstverwalteten, unkommerziellen Treffpunkt in Witten. Im März 1999 wurde ein Ladenlokal im Wohngebäude Herbeder Straße 8 angemietet und im April das Trotz Allem offiziell eröffnet. Dasselbe Ladenlokal wurde ab 1891 von der Wittener Filiale des Deutschen Metallarbeiter-Verbands und während der Weimarer Republik von der Wittener KPD genutzt.
Der Name bezog sich abgrenzend auf die konservative Ära Kohl. Ähnliche Namen wie Trotz Allem waren aber auch schon in den 1980er Jahren in Witten in Gebrauch, als eine Initiative Trotzalledem aus dem Umfeld der Wittener Grünen eine Zeitschrift Trotz-Dem herausgab.
Es gab u. a. Vorträge, Diskussionen, Filmabende, Partys, Konzerte, Kindervormittage und donnerstags regelmäßig günstiges vegetarisches Essen unter dem Namen Supp-Kultur. In Zusammenarbeit mit dem Stadtarchiv Witten organisierte das Trotz Allem Zeitzeugen-Veranstaltungen mit den Auschwitz-Überlebenden Henryk Mandelbaum und Stanisław Hantz. In der Nacht vom 3. auf den 4. Dezember 2005 bewarf während einer Feier eine Gruppe Neonazis den Eingangsbereich, wobei auch zwei Besucher getroffen, aber nicht verletzt wurden. In der Folge verlängerte der Vermieter den zum Jahresende 2005 auslaufenden Mietvertrag nicht.

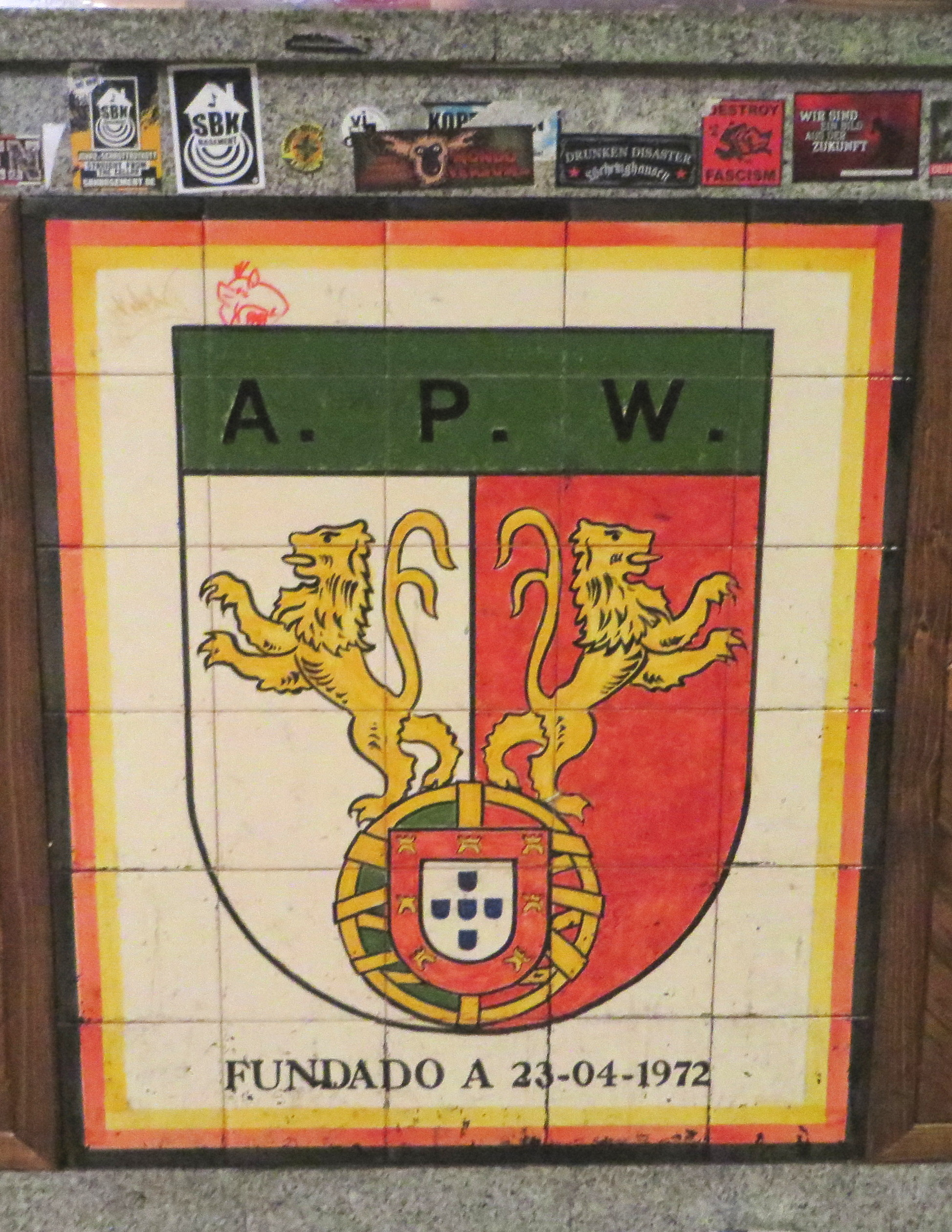
Theke mit Wappen des portugiesischen Kulturvereins

Ein neues Vereinslokal wurde Ende August 2006 in der Augustastraße 58 eröffnet. Die Räume waren zuvor die Vereinsräume des portugiesischen Kulturvereins. Ein Wappen mit Elementen des Wappens und der Flagge Portugals ist immer noch an der Theke zu sehen. Nach einer Besichtigung von Feuerwehr, Bauordnungsamt und Ordnungsamt wurde das Trotz Allem im Oktober 2006 geschlossen. SPD, Grüne und CDU sprachen sich für eine Wiedereröffnung des Trotz Allems aus. Im Mai 2007 fanden eine Demonstration und ein Straßenfest für die Wiedereröffnung statt.

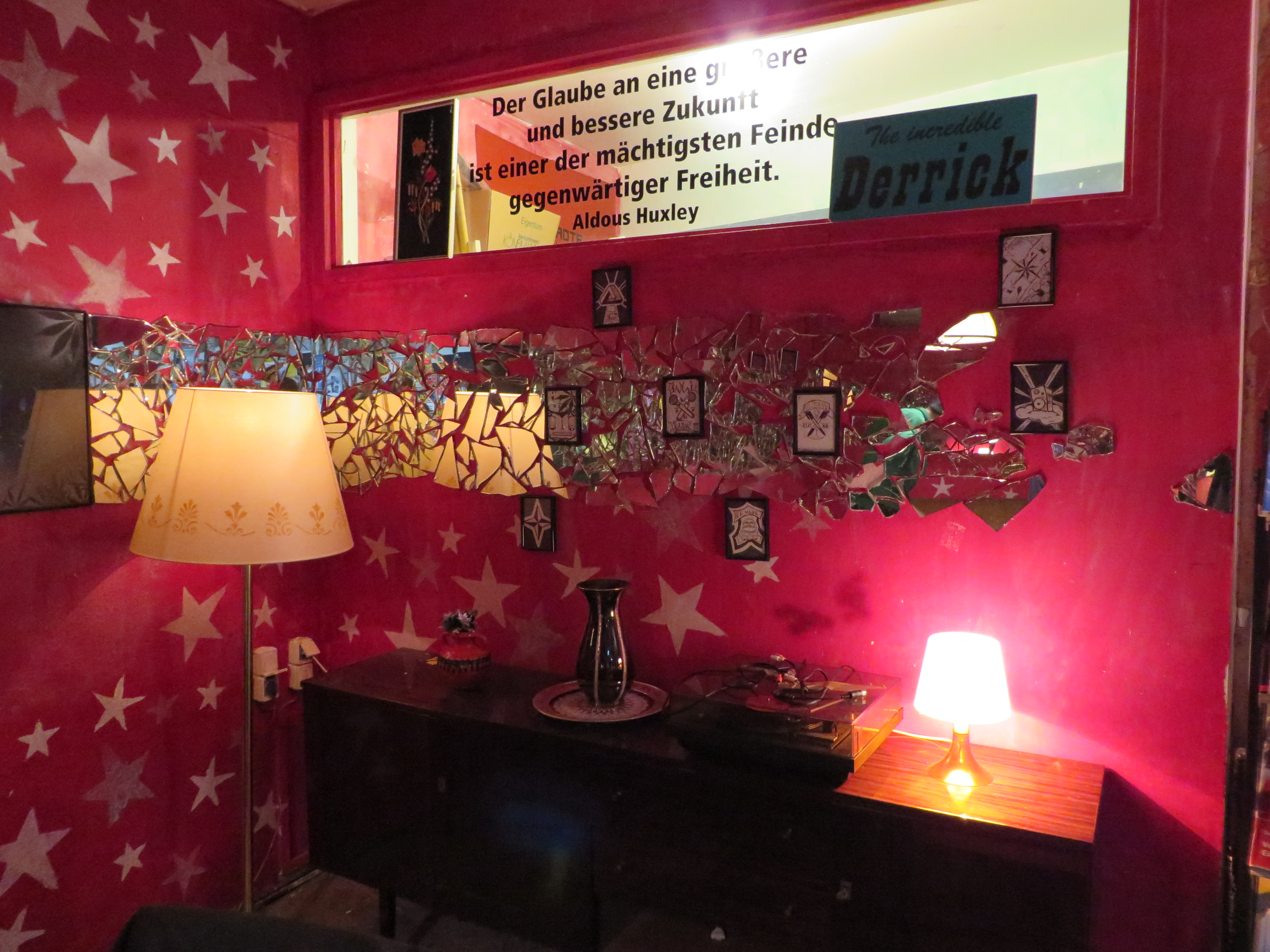
Trotz Allem

Nach einem Umbau wurde das Trotz Allem im Juli 2010 wieder eröffnet. Zur Eröffnung wurde auch ein Infoladen eingerichtet, der sich nur bis 2012 halten konnte. Im Dezember 2011 eröffnete die Vereinsbibliothek Gustav-Landauer-Bibliothek Witten.

## Initiativen
Im Trotz Allem angesiedelt sind u. a. die Gustav-Landauer-Bibliothek Witten und die Anarchistische Gruppe Östliches Ruhrgebiet. Monatlich finden ein Antifa-Café, ein Frauencafé und ein Brunch statt, wöchentlich eine Küche für alle und jährlich ein Sommerfest.